# Arnau de Mercader i de Zufia
Arnau de Mercader i de Zufia   (Barcelona, 26 de maig de 1852 - Cornellà de Llobregat, 1932), fou un meteoròleg i museògraf català.

## Biografia
El seu pare va ser Joaquim de Mercader i de Bell-lloc (1824-1904), arqueòleg, II comte de Bell-lloc, qui va rehabilitar el títol en 1871 en ser descendent directe -quadrinét- del primer comte, Ramon de Bell-lloc i de Macip, la seva mare Laura de Zufia de Perales (Lodosa, ca.1826 - Barcelona, 3 de maig de 1861).
Interessat en la meteorologia, el 1899 va fundar l'observatori Bell-lloc al turó situat davant de la masia de can Bosc del Far, a les muntanyes del Far (Llinars del Vallès). També va fundar en 1901, juntament amb el seu amic i col·laborador Antoni Llorens i Clariana, la primera publicació catalana de meteorologia, denominada "Hojas Meteorológicas".
Va ser diputat provincial i president de la Junta de Museus de Barcelona entre 1924 i 1930. Durant la seva gestió, es va inaugurar la instal·lació de les pintures romàniques de les Esglésies pirinenques al Museu d'Art Decoratiu i Arqueològic -que actualment es troben al Museu Nacional d'Art de Catalunya-, adquirides per la Junta anterior que presidia Josep Llimona (qui havia dimitit poc abans arran dels canvis que a la Junta havien imposat les noves circumstàncies polítiques). Va enriquir la col·lecció amb retaules gòtics (com el de Jaume Huguet), col·leccions d'exlibris (J. Triadó) i monedes antigues (Ròmul Bosch i Alsina).
De grans inquietuds literàries, va presidir els primers Jocs Florals del Centre Catalanista l'Avenç, de Cornellà de Llobregat el 1908. Es va casar amb la italiana Paulina Pozzali i Crotti, cantant i autora de títols moralitzadors, com Mujer (1921) o Crimen Social (1924).
El 1930 va formar part de l'últim Ajuntament monàrquic de Cornellà, localitat on el comte tenia la seva residència habitual, al Palau de Can Mercader, avui museu.
Casat amb Paulina Pozzali Cratti, va morir el 1932 sense descendència deixant com  a hereva la seva esposa, que va morir el 1953, moment en què els béns van passar a la Fundació Bell-lloc-Pozzali, vinculada a l'Arquebisbat de Barcelona, i que va tenir com a president perpetu el pare Bonet, confessor de la comtessa, .